# Láz (Radomyšl)
Láz je malá vesnice, část městyse Radomyšl v okrese Strakonice v Jihočeském kraji. Nachází se asi tři kilometry severně od Radomyšle. Je zde evidováno 45 adres. V roce 2011 zde trvale žilo 54 obyvatel.
Láz leží v katastrálním území Láz u Radomyšle o rozloze 5,6 km².

## Historie
První písemná zmínka o vesnici pochází z roku 1578.

## Obyvatelstvo
| Rok            | 1869 | 1880 | 1890 | 1900 | 1910 | 1921 | 1930 | 1950 | 1961 | 1970 | 1980 | 1991 | 2001 | 2011 | 2021 |
| -------------- | ---- | ---- | ---- | ---- | ---- | ---- | ---- | ---- | ---- | ---- | ---- | ---- | ---- | ---- | ---- |
| Počet obyvatel | 230  | 239  | 235  | 245  | 252  | 238  | 187  | 147  | 134  | 112  | 102  | 76   | 77   | 54   | 62   |
| Počet domů     | 32   | 34   | 36   | 40   | 42   | 40   | 40   | 40   | 40   | 40   | 36   | 42   | 44   | 44   | 44   |

## Obecní správa
Při sčítání lidu v letech 1850–1879 Láz byl osadou městyse Radomyšl v okrese Strakonice. V letech 1880–1960 byl samostatnou obcí v okrese Strakonice. V letech 1961–1971 byl částí obce Rojice v okrese Strakonice. Od 26. listopadu 1971 je opět částí městyse Radomyšl v okrese Strakonice, kdy se konaly obecní volby.

## Pamětihodnosti
Severozápadně od vesnice se na bočním vrchu Holého vrchu nachází hradiště Hradec z doby halštatské. Dochovaly se z něj terénní relikty opevnění.

## Galerie

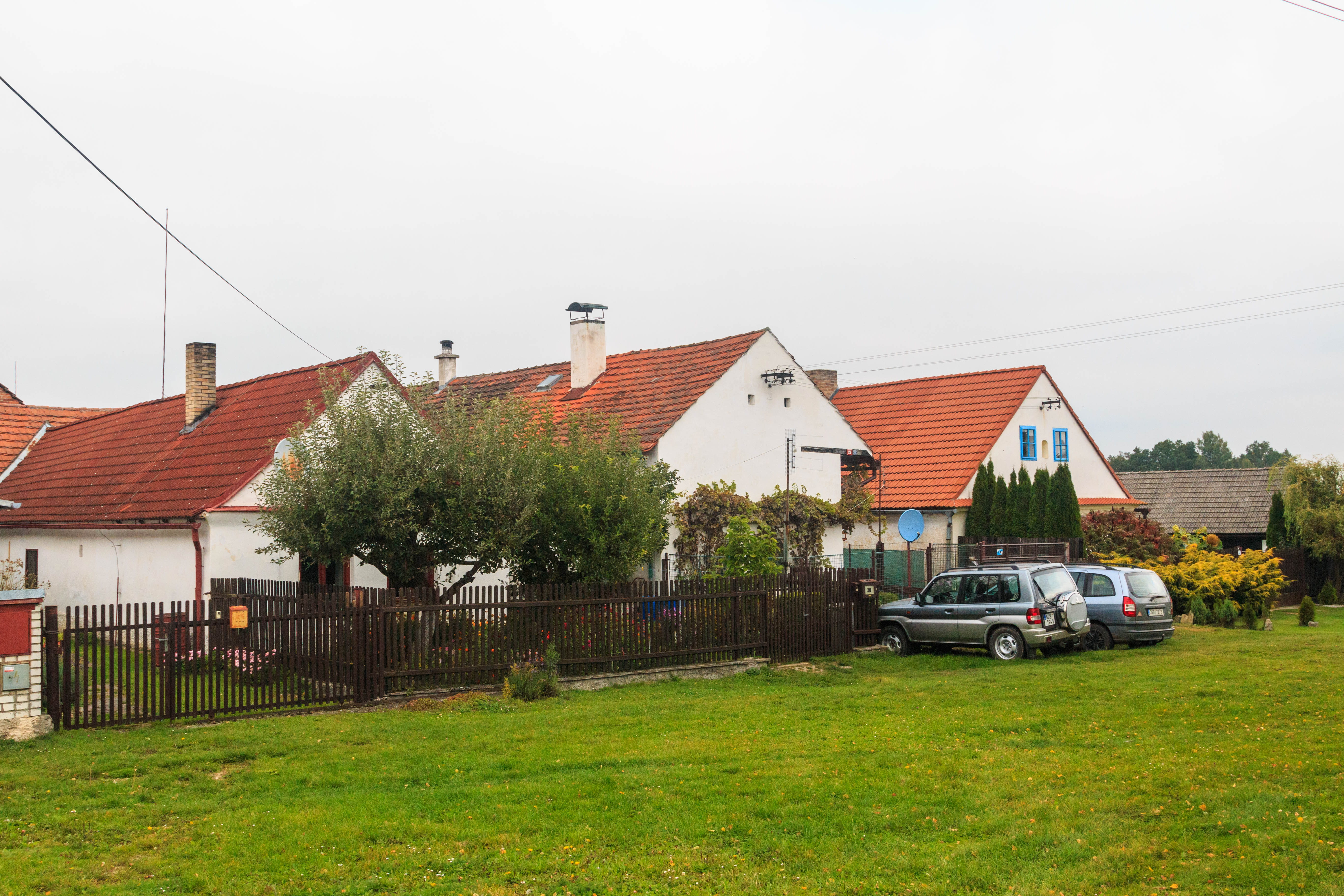
Usedlost čp. 30
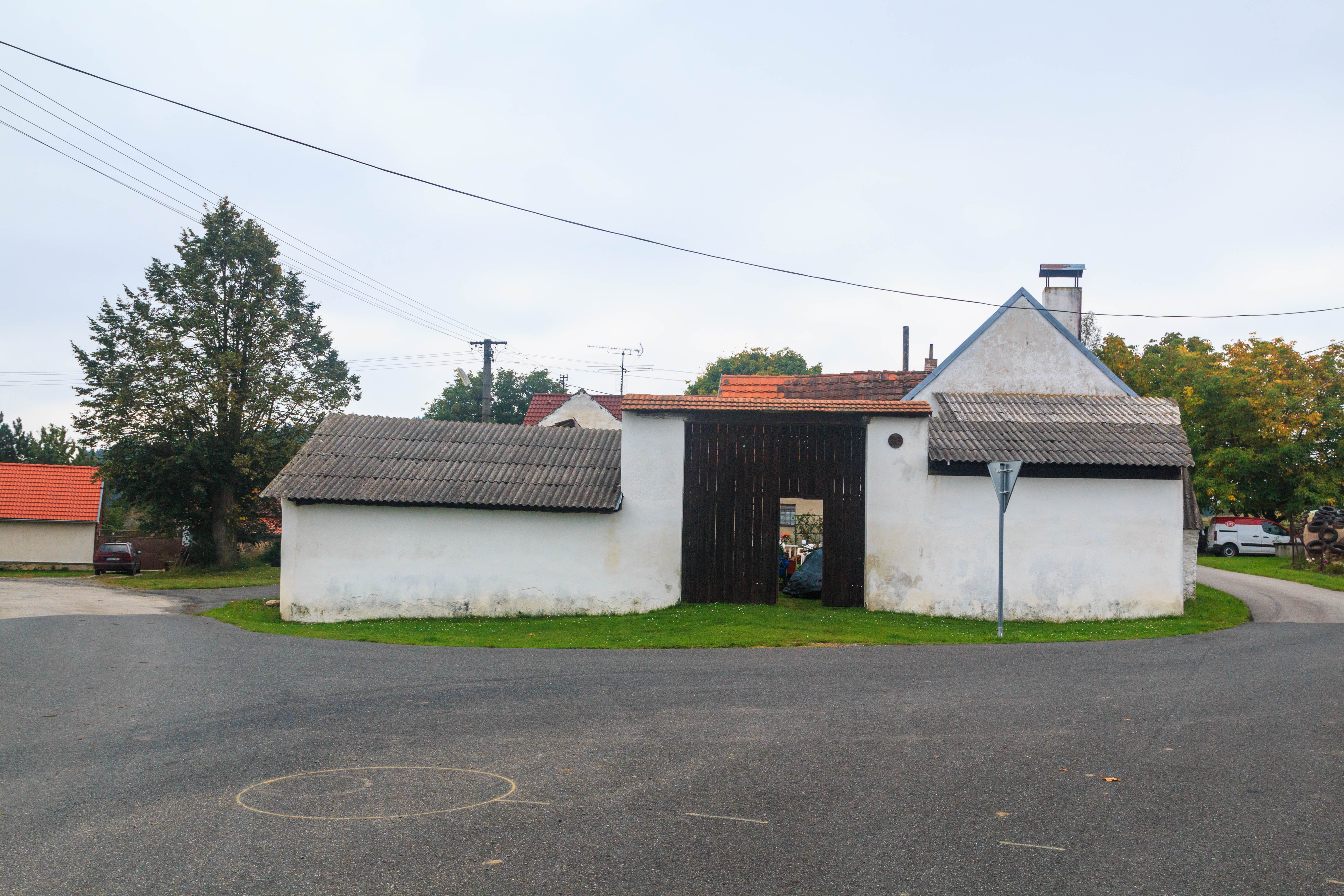
Usedlost čp. 38
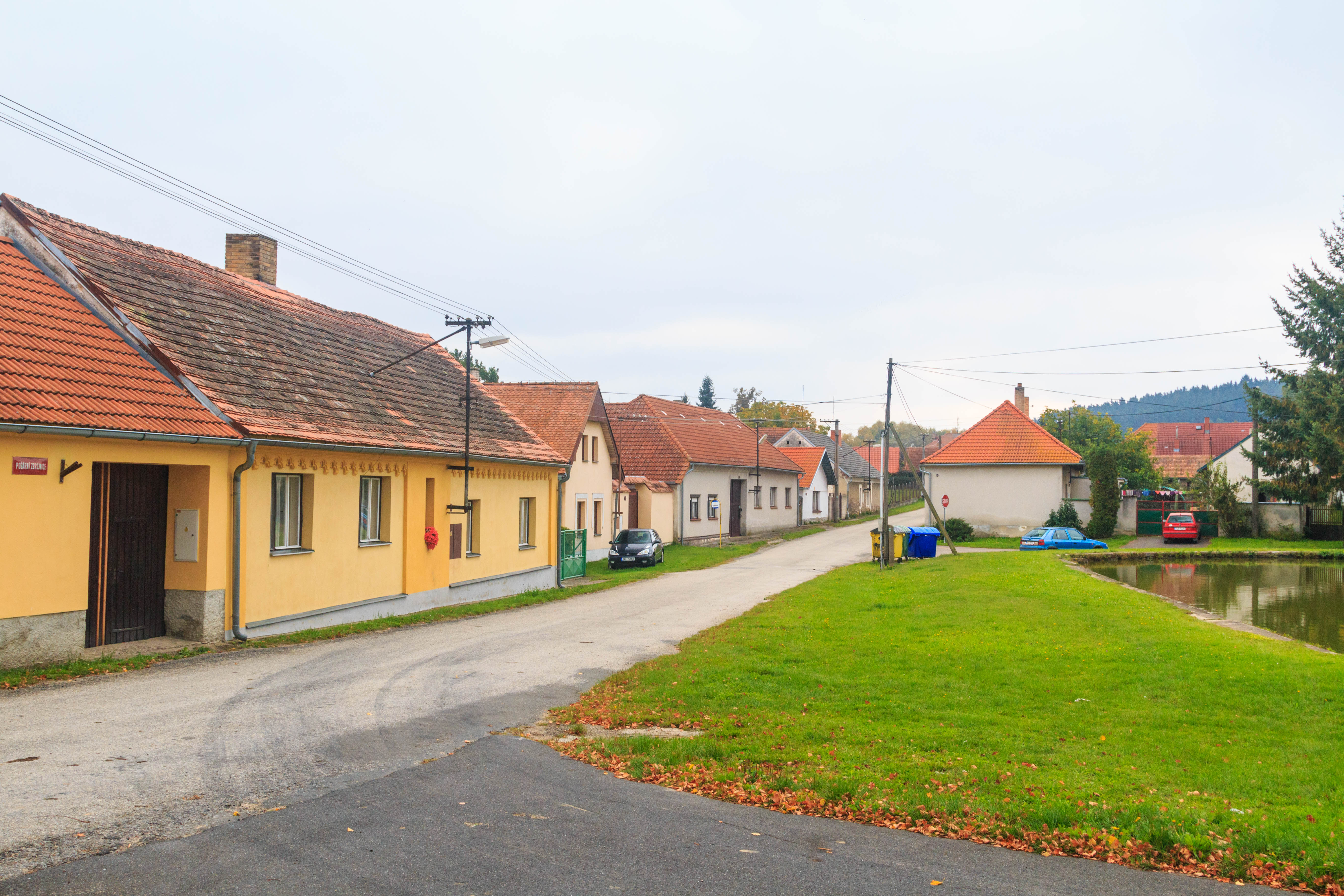
Dům čp. 21
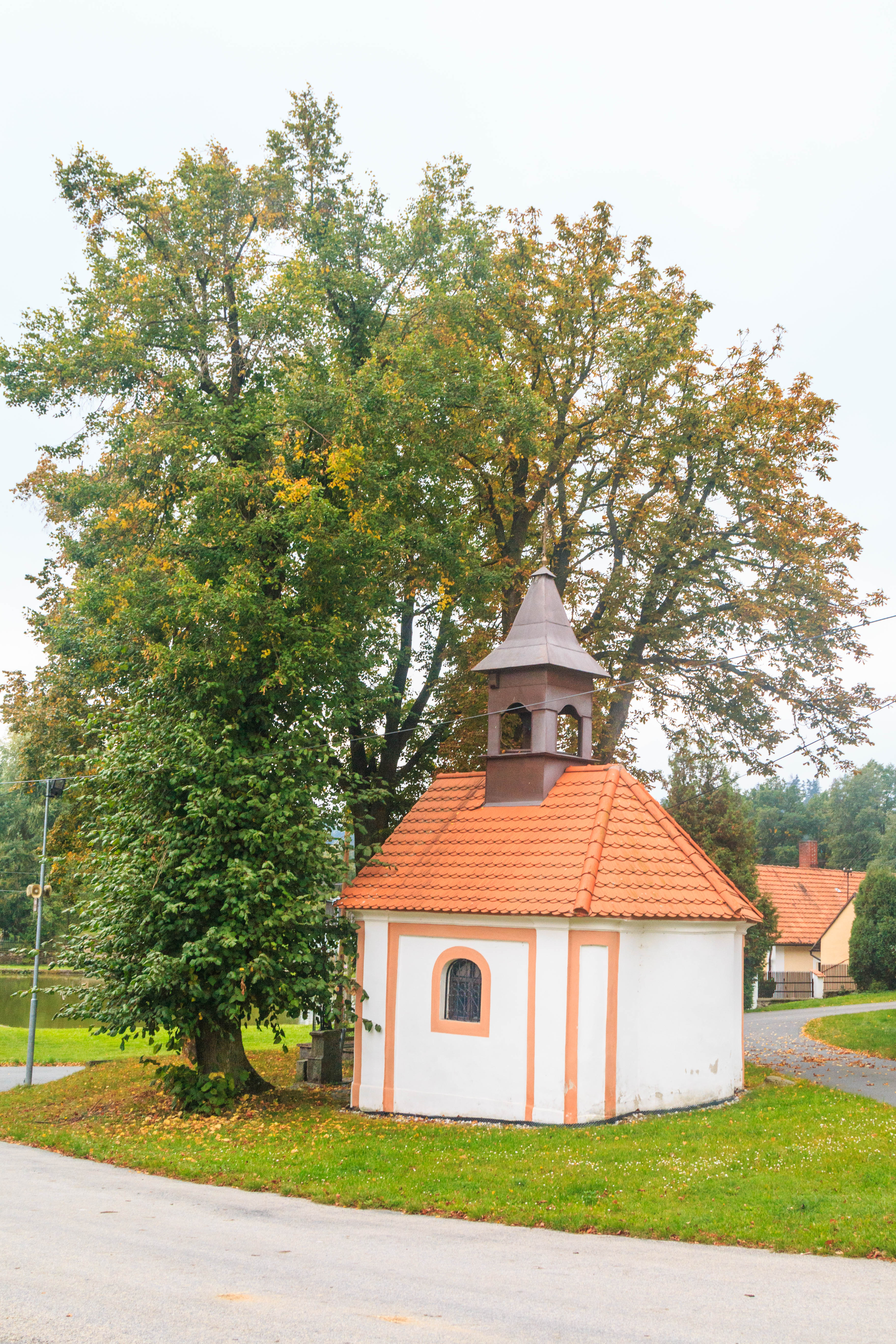
Kaple